# Broughton (Ryedale)
Pour les articles homonymes, voir Broughton.
Broughton est un village et une paroisse civile du Yorkshire du Nord, en Angleterre.